# イッサ・プリーエフ

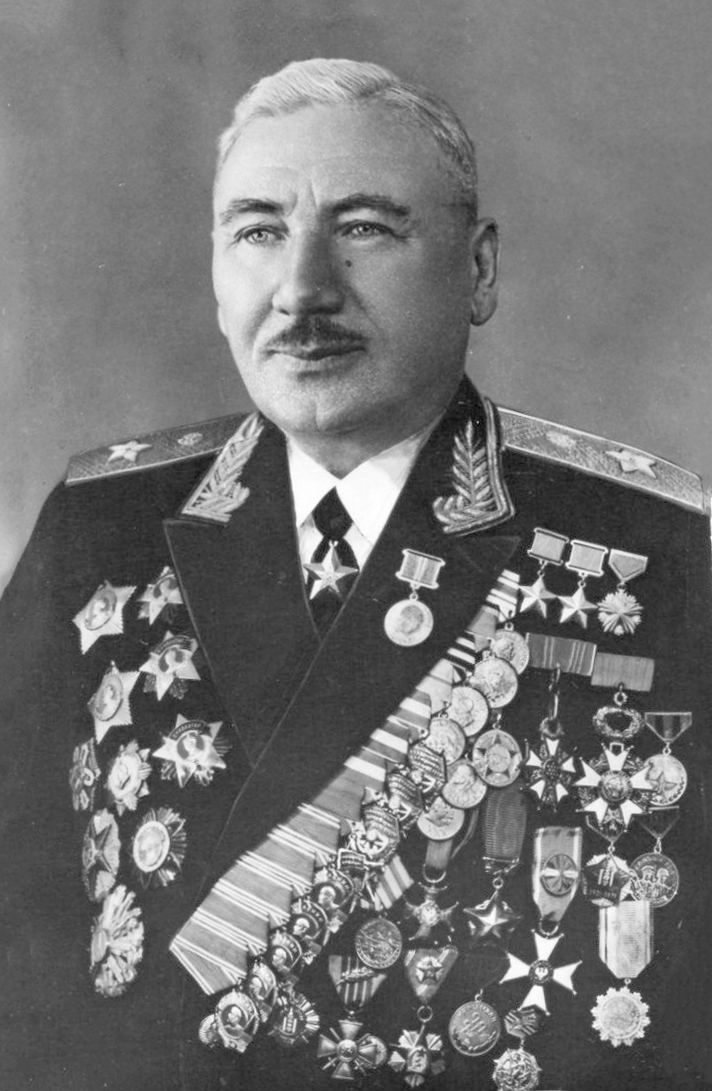
イッサ・プリーエフ

イッサー・アレクサーンドロヴィチ・プリーエフ（オセット語: Плиты Алыксандры фырт Иссæ; ロシア語: Исса Александрович Плиев) ；1903年11月25日 - 1979年2月6日）は、ソビエト連邦の軍人。上級大将。ソ連邦英雄（2度）。モンゴル人民共和国英雄。
北オセチア自治ソビエト社会主義共和国プラヴォベレジュヌイ地区スタールイ・バタコユルト村出身。オセット人。1922年から赤軍。1933年、レニングラード騎兵学校を卒業し、騎兵師団参謀部作戦班長を務める。1936年からモンゴル人民革命軍顧問、その後、騎兵連隊長となる。ポーランド侵攻に参加。1941年、参謀本部アカデミーを卒業。
独ソ戦時、騎兵師団長、騎兵軍団長を務め、1944年4月16日、最初のソ連邦英雄称号を授与された。ソ連対日参戦時、騎兵機械化群司令官となり、1945年9月8日、関東軍の撃破に対して2つ目のソ連邦英雄称号が授与された。
戦後、軍司令官を経て、北カフカーズ軍管区第一副司令官、司令官に任命された。1962年6月、ノヴォチェルカッスクの労働者の蜂起を鎮圧。同年秋、キューバへのソ連軍の展開に関する「アナディル」作戦を指揮し、上級大将に昇進。1968年からソ連国防省監察総監。
第22回党大会において、ソ連共産党中央委員会委員候補に選出。第6期ソ連最高会議代議員。